# August Engel von Mainfelden
August Engel von Mainfelden (* 1. Juli 1855 in Wien; † 9. Jänner 1941 ebenda, seit 1875 Ritter, 1910 bis 1919 Freiherr von Mainfelden) war ein österreichischer Finanzfachmann und 1915/16 Finanzminister Cisleithaniens, der österreichischen Reichshälfte Österreich-Ungarns.

## Leben
Engels Vater Franz Anton Engel, Mitglied einer ursprünglich nassauischen Familie aus Hofheim am Taunus, war Großhändler, Börsenrat und Direktor der Österreichisch-Ungarischen Nationalbank. Dieser wurde 1875 in den Ritterstand mit dem Prädikate „Mainfelden“ erhoben.
August Engel studierte Rechtswissenschaft an der Universität Wien. Nach der Erlangung des Dr. jur., trat er 1878 bei der niederösterreichischen Finanzprokuratur in den Staatsdienst ein. 1883 wechselte er in das Finanzministerium, wo er 1905 Sektionschef wurde. Er war verantwortlich für Aufbau und Leitung einer selbständigen Budgetsektion, die alle Bereiche der Finanzverwaltung beeinflusste. Engel erreichte damit den Ausgleich des Staatshaushalts. Wegen seiner Strenge in Budgetfragen, um das Gleichgewicht im Staatshaushalt zu wahren, wurde er als „Würge-Engel“ bezeichnet.
Seit Oktober 1913 vertrat Geheimrat Engel den erkrankten Finanzminister Wenzel von Zaleski. Nach dessen Tod wurde er am 24. Oktober 1914, nach Ausbruch des Ersten Weltkriegs, in der Regierung Stürgkh auch offiziell österreichischer Finanzminister. Er glaubte vor dem Krieg nicht an Probleme bei der Finanzierung der Kriegskosten, da er wie die meisten nur von einem wenige Monate währenden Waffengang ausging. Als sich das als grobe Fehleinschätzung herausstellte, versuchte er die Kriegsfinanzierung durch Lockerung des Notenbankstatuts und Auflage von Kriegsanleihen sicherzustellen. Letztlich finanzierte die Notenbank rund 40 % der Kriegskosten Österreich-Ungarns. Im November 1914 lancierte Engel die erste Kriegsanleihe. In seiner Amtszeit sollten noch zwei weitere folgen. Eine staatliche Kontrolle der Kriegswirtschaft musste er entgegen seiner Überzeugung einführen. Denn als Liberaler lehnte er staatliche Beteiligung an privaten Gesellschaften grundsätzlich ab.
In der Krise nach einem katastrophalen ersten Kriegsjahr und den damit verbundenen Finanzproblemen, wurde er am 1. Dezember 1915 durch den Postsparkassen-Gouverneur Karl Leth ersetzt. Konflikte mit der ihre Macht ausdehnenden Militärverwaltung unter Franz Conrad von Hötzendorf und der ungarischen Regierung unter István Tisza führten zu seinem Abgang. Mit der Enthebung vom Ministerposten wurde Engel vom Kaiser ins Herrenhaus des Wiener Reichsrats berufen. Dort war er bis zum Ende der Monarchie im November 1918 Mitglied der liberalen Mittelpartei.
Nach seiner Pensionierung veröffentlichte Engel finanzpolitische Beiträge und hielt Vorträge. Sein Grab befindet sich am Grinzinger Friedhof.

## Schriften (Auswahl)
- Betrachtung über den staatsfinanziellen Wiederaufbau Österreichs. Strache, Warnsdorf 1917.